# Tìm hiểu về bản chất và nguồn gốc của cải của các quốc gia

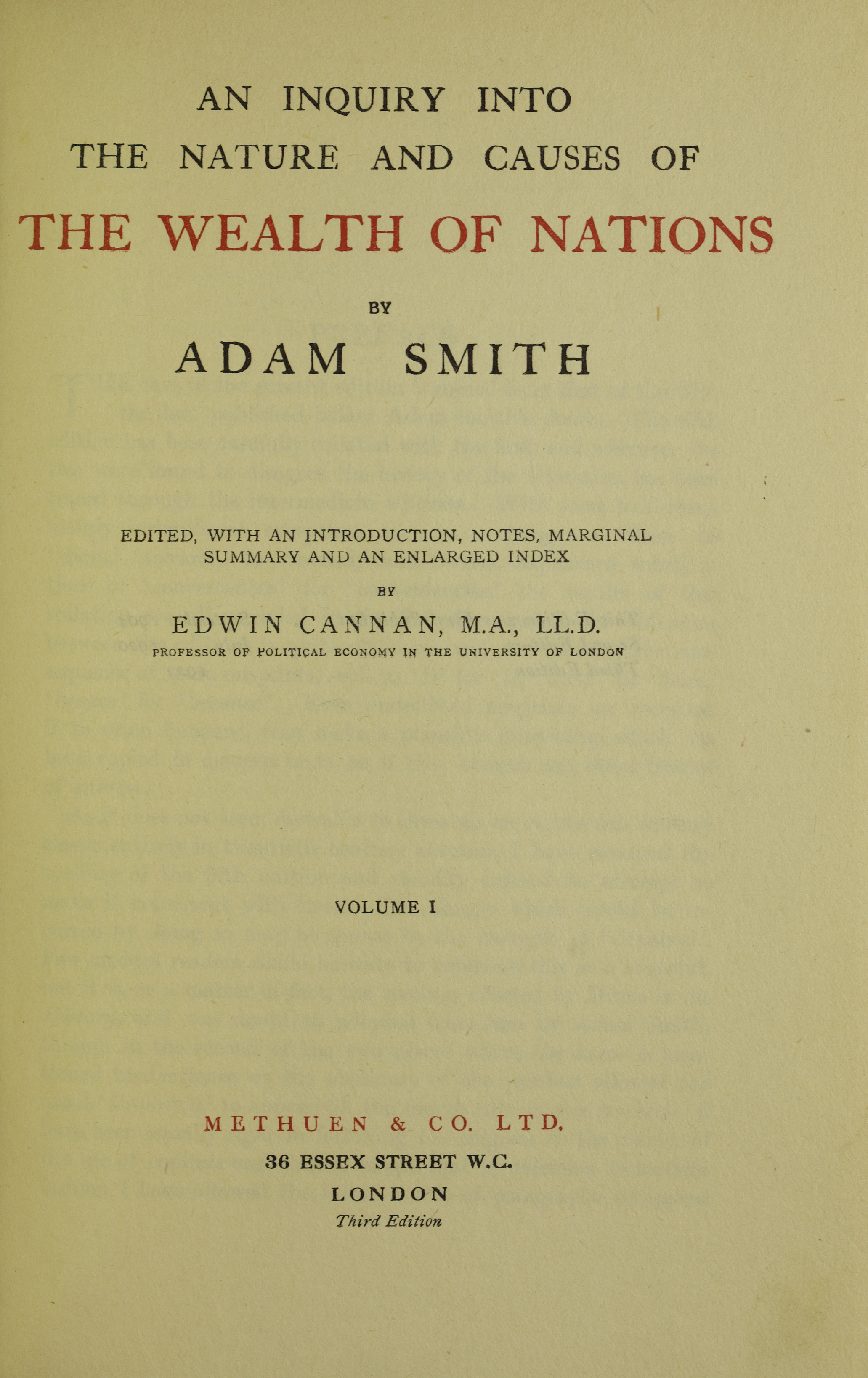
Inquiry into the nature and causes of the wealth of nations, 1922

Tìm hiểu về bản chất và nguồn gốc của cải của các quốc gia (tiếng Anh: An Inquiry into the Nature and Causes of the Wealth of Nations, thường được gọi là The Wealth of Nations) là tác phẩm kinh điển của kinh tế chính trị do Adam Smith viết và xuất bản lần đầu năm 1776.
Tác phẩm hai tập này của Adam Smith, thường được gọi tắt là Của cải của các quốc gia hay Của cải hay Quốc phú luận, có tầm vóc bách khoa, không chỉ bàn về bộ môn kinh tế học. Có nhà phê bình đã gọi tác phẩm là "Bộ sách lịch sử và phê bình nền văn minh của cả châu Âu".
Bắt đầu tác phẩm bằng phân thảo luận về cách phân công lao động, tác giả đã cứu xét nguồn gốc và công dụng của tiền tệ, giá cả của các loại hàng hóa, tiền công của lao động, lợi nhuận, địa tô, giá trị của bạc, sự phân biệt giữa lao động sản xuất và lao động phi sản xuất.
Kế tiếp là phần trình bày sự phát triển kinh tế của châu Âu kể từ khi Đế quốc La Mã sụp đổ, các phân tích và phê bình chính sách thương mại và thuộc địa của các quốc gia châu Âu, lợi tức quốc gia, các phương pháp quốc phòng và điều hành luật pháp của các xã hội sơ khai, nguồn gốc và sự phát triển của các đạo quân tại châu Âu, lịch sử giáo dục vào thời trung cổ, sự phát triển các món nợ công và cuối cùng là việc cứu xét các nguyên tắc thuế vụ và hệ thống thu ngân sách.
Tại phần V của bộ sách, Adam Smith đã phác họa bốn giai đoạn chính của cách tổ chức xã hội: thời kỳ nguyên thủy gồm những người thợ săn thô sơ, thời kỳ nông nghiệp du mục, thời kỳ canh tác phong kiến, và thời kỳ phụ thuộc lẫn nhau về thương mại. Đi kèm với mỗi thời kỳ là các thể chế thích hợp với các nhu cầu của thời ấy.
Luận đề chính của tác phẩm "Của cải" dựa trên niềm tin rằng "mỗi con người đều chính thức bị thúc động bởi tư lợi" mà điển hình là lòng ham muốn của cải. Các động lực ích kỷ là căn cốt của các hành động của con người. Adam Smith tin rằng tính ích kỷ cá nhân đã đem tới lợi ích xã hội, rằng nếu mỗi người cố gắng làm lợi cho chính mình một cách đều đặn, không ngừng, thì sẽ dẫn tới sự thịnh vượng của quốc gia. Người hàng thịt, người nấu rượu, người làm bánh mì chỉ vì tư lợi của họ mà khiến cho chúng ta có bữa cơm ăn. Adam Smith còn cho rằng sự phân công lao động và tích lũy tư bản đã dẫn tới nền kỹ nghệ mới. Một "bàn tay vô hình" dẫn dắt con người trong khi làm việc có lợi cho mình thì đồng thời đã đóng góp lợi ích cho tập thể và về điểm này, Adam Smith đồng ý với Thomas Paine rằng "một chính quyền tốt nhất là loại chính quyền cai trị ít nhất".
Trong cách phân phối lao động, Adam Smith cho rằng nên phân chia tiến trình sản xuất thành các khâu đoạn nhờ đó gia tăng mức độ sản xuất. Trước vấn đề của giới chủ và công nhân, Adam Smith đã viết: "giới công nhân muốn đòi nhiều, giới chủ nhân muốn trả ít". Tác giả đã có cảm tình với giới công nhân bởi vì lương bổng cao sẽ khiến cho người công nhân ham hoạt động hơn, chăm chỉ hơn và hữu hiệu hơn. Đồng thời, tác giả còn cho rằng các luật lệ về thời gian học nghề là sự can thiệp bất công vào quyền lợi khi người công nhân ký hợp đồng làm việc, chọn nghề hay đổi nghề từ chỗ trả lương thấp tới nơi trả lương cao.
Phần chính của tác phẩm là quyển IV có tên là "Về các hệ thống kinh tế chính trị". Tại đây, tác giả cứu xét hai hệ thống: hệ thống thương mại và hệ thống nông nghiệp và phần nông nghiệp chỉ dày bằng 1/8 của phần thương mại. Adam Smith đã làm phát triển các nguyên tắc tự do kinh doanh và tất cả các hoạt động kinh tế dẫn tới tự do thương mại bên trong cũng như bên ngoài, bởi vì nhờ nền thương mại không bị giới hạn trong nước và ngoài nước mà một quốc gia có thể phát triển toàn diện. Khác với trường phái trọng thương, Adam Smith cho rằng khi một quốc gia có nhiều vàng bạc hơn chỉ dẫn đến giá hàng hóa tăng lên, giá trị vàng bạc giảm xuống trong khi tự do thương mại sẽ đem đến cơ hội tăng thêm việc làm và nâng cao kỹ thuật sản xuất, đồng thời năng suất lao động cũng tăng lên. Tất cả những yếu tố này dẫn đến sản lượng quốc gia tăng khiến xã hội trở nên giàu có hơn. Đây là một trong những quan điểm cơ bản của Kinh tế học cổ điển. Adam Smith viết:
| “ | ...the narrowness of the home market does not hinder the divisions of labour in any particular branch of art or manufacture from being carried to the highest perfection. By opening a more extensive market for whatever part of the produce of their labour may exceed the home consumption, it encourages them to improve its productive powers, and to augment its annual produce to the utmost, and thereby to increase the real revenue and wealth of the society... By opening a new and inexhaustible market to all the commodities of Europe, it gave occasion to new divisions of labour and improvements of art, which in the narrow circle of the ancient of commerce, could never have taken place for want of a market to take off a greater part of their produce. The productive powers of labour were improved, and its produce increased in all the different countries of Europe, and together with it the real revenue and wealth of the inhabitants. | ” |